# Хаас, Максимилиан
Максимилиан Хаас (нем. Maximilian Haas; 7 декабря 1985) — немецкий футболист, защитник и полузащитник.

## Карьера
Максимилиан Хаас, родившийся во Фрайзинге, четыре года играл в Ландеслиге за местный клуб «Фрайзинг», после чего в июле 2007 года подписал контракт с «Баварией».
Свой дебют на поле за основу «Баварии» Максимилиан Хаас совершил в прощальном матче в честь ухода из активного футбола президента клуба, Франца Беккенбауэра, сыгранном в конце августа 2010 года против мадридского «Реала». В матчах основной Бундеслиги не появлялся, хотя был обозначен в заявлениях Луи ван Гала как часть основы команды. В составе основной команды завоевал Суперкубок Германии в 2010 году.
31 января 2011 года Хаас перешёл в английский клуб «Мидлсбро», выступавший в Чемпионшипе, сумма сделки не была раскрыта. 26 февраля Хаас дебютировал за «речников», выйдя на замену в игре с «Куинз Парк Рейнджерс». 23 апрелХаас единственный раз вышел в стартовом составе «Мидлсбро» в победном матче против «Халл Сити» (4:2). По окончании сезона контракт с защитником не был продлён и Максимилиан покинул Англию.
В январе 2012 года Хаас находился на просмотре в «Карлсруэ», но сделка не состоялась. 27 января Хаас перешёл в португальский клуб «Униан Лейрия», подписав контракт до июня 2014 года. 12 февраля защитник дебютировал в игре против «Порту» (0:4).
По итогам чемпионата Максимилиан сыграл 10 матчей, но клуб покинул высший дивизион и из-за финансовых проблем контракт защитника с «Лейрией» был расторгнут.
26 июня 2012 года Хаас подписал 3-летний контракт с «Брагой». 28 октября дебютировал в составе своей новой команды, выйдя на замену в матче с «Маритиму». Первый гол за «Брагу» Максимилиан забил 2 января 2013 года в победном матче Кубка португальской лиги против «Навала» (2:1).

## Достижения и награды
- Суперкубок Германии по футболу (1): 2010
- Обладатель Кубка португальской лиги: 2012/13